# YleX
YleX (ook bekend als YLEX) is een van de belangrijkste radiostations van de Finse publieke omroep (Yle) met voornamelijk pop muziek en hiphop.
Het station is begonnen onder de naam Radiomafia en veranderde dit naar YleX in 2003. De zender richt zich voornamelijk op een jonge doelgroep (17 tot 27 jaar) en bereikt ongeveer 7% van de luisteraars in Finland volgens een onderzoek in juni en augustus 2013.

## Frequenties
- Helsinki - 91,9 MHz
- Turku - 92,6 MHz
- Tampere - 93,7 MHz
- Jyväskylä - 87,6 MHz
- Joensuu - 94,9 MHz
- Vaasa - 89,6 MHz
- Oulu - 93,2 MHz
- Rovaniemi - 94,0 MHz
- Inari - 92,8 MHz
- Seinäjoki - 90,1 MHz